# Lorenzo Bandini
Lorenzo Bandini (Marj (Libië), 21 december 1935 - Monaco, 10 mei 1967) was een Italiaanse coureur, die onder andere bij Formule 1 teams heeft gereden als Scuderia Ferrari en Scuderia Centro Sud.

## Carrière
Geboren in Marj, Libië, startte Bandini zijn racecarrière in 1957 in een Fiat 1100. Later reed hij in de Formula Junior. In 1961 werd hij opgenomen in het Formule 1 Team van Scuderia Centro Sud. Dat jaar reed hij alleen een non-championship race waarin hij als derde eindigde.
In de seizoenen 1962 en 1963 reed hij bij Ferrari en deed dat niet onverdienstelijk. In 1966 verliet John Surtees Ferrari en kreeg Bandini daarna de "nummer 1" wagen. In 1964 won Bandini zijn enige Grand Prix in Oostenrijk op Zeltweg. In andere klassen boekte hij meer overwinningen voor Ferrari, zoals de 24 uur van Le Mans in 1963, Targa Florio in 1965, en de 24 uur van Daytona in 1967.

## Overlijden
In mei 1967 nam Bandini deel aan de Grand Prix van Monaco, waarbij hij in de race zelf als tweede reed achter Denny Hulme, die dat jaar wereldkampioen zou worden. In de 82e ronde verloor hij de macht over het stuur in de Nouvelle Chicane (de chicane na het uitkomen van de tunnel). Hij raakte de strobalen, wat voorkwam dat hij in het water terechtkwam. De auto ging over de kop en vloog in brand, waarbij Bandini door de klap buiten bewustzijn geraakte. Marshalls haalden hem weliswaar uit zijn brandende wagen, maar toen had hij al zware brandwonden. Zijn lichaam stond nog kort in brand. Drie dagen later overleed hij in het ziekenhuis aan zijn verwondingen. Sinds zijn dood zijn strobalen in de Formule 1 verboden en zijn vervangen door vangrails.

## Lorenzo Bandini Trofee
Sinds 1992 wordt aan een coureur of team de Trofeo Lorenzo Bandini uitgereikt. De trofee eert mensen of teams voor hun toewijding aan de autosport. Felipe Massa kreeg de Lorenzo Bandini uitgereikt op 6 mei 2007. Margherita Bandini, de weduwe van Lorenzo Bandini, reikt de trofee normaal gesproken uit tijdens een ceremonie in Brisighella, de plaats waar Bandini opgroeide. Het uitreiken van de trofee geschiedde doorgaans in hetzelfde weekend als waarin de Grand Prix van San Marino werd gehouden. Omdat die race sinds 2007 niet op de kalender staat, werd besloten de plannen te wijzigen. In 2008 heeft Robert Kubica de trofee ontvangen op 18 mei in Brisighella. Zijn ongeluk tijdens de Grand Prix van Canada in 2007 heeft hierbij een rol gespeeld.
Felipe Massa verkeert als winnaar van de trofee in goed gezelschap. Michael Schumacher, Kimi Räikkönen, Fernando Alonso, Jacques Villeneuve en Ferrari-baas Luca di Montezemolo mochten de trofee ook al eens in ontvangst nemen. Op 17 juli 2016 werd de prijs uitgereikt aan Max Verstappen.

## Galerij

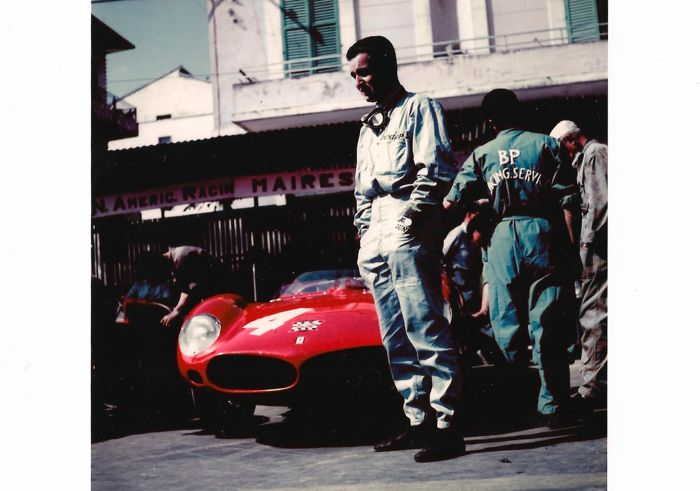
Bandini, Ferrari 250 Testa Rossa TRI/60 s/n 0780TR op het Circuito di Pescara, 16 Augustus 1961
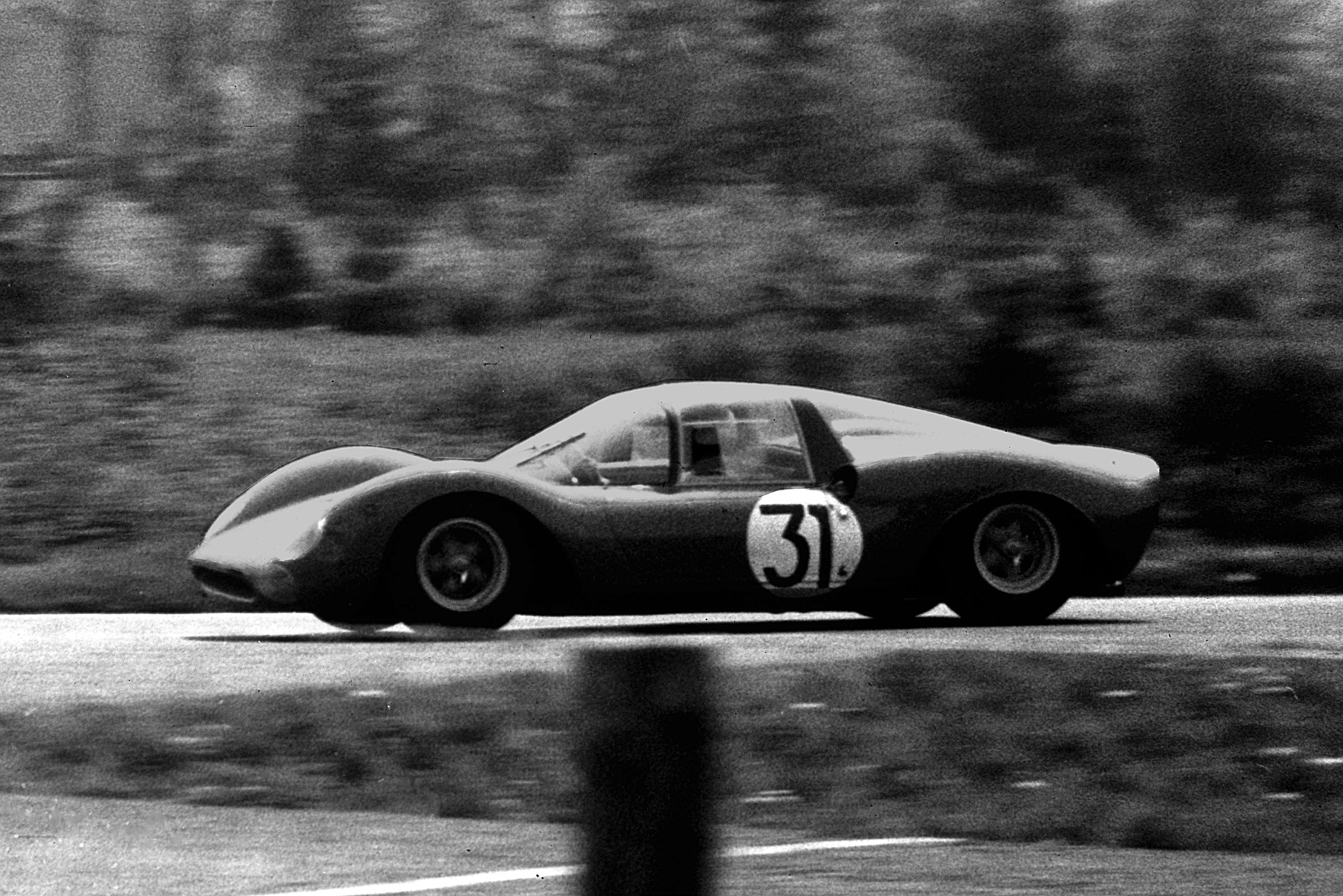
Bandini in de 1000km race op de Nürburgring, 1965, in de  Dino 166 P